# Campanula rashtiana
Campanula rashtiana là loài thực vật có hoa trong họ Hoa chuông. Loài này được Parsa mô tả khoa học đầu tiên năm 1980.